# Crédit d'exploitation
Les crédits d'exploitation sont des crédits à court terme (quelques mois maximum), accordés habituellement par des banques ou des fournisseurs aux entreprises permettant de financer des actifs circulants dits aussi valeurs d'exploitation (stocks, travaux en cours, créances sur clients...) non couverts par le fonds de roulement.

## Utilité et définition du crédit d'exploitation

### Le cycle d'exploitation
Pour une entreprise commerciale, le cycle d’exploitation est le processus qui  indique le temps dont une entreprise a besoin pour transformer des marchandises achetées et produites en espèces. En d’autres termes, il s’agit de la période entre l’achat des matières premières et le paiement de la facture par le client.
L'entreprise achète des matières premières qui sont transformées puis vendues en tant que produits finis. Le cycle d'exploitation est générateur de coûts et de besoins de financement qui font l'objet d'un suivi et d'une analyse régulière de la part des décideurs de l'entreprise, le but étant de l'optimiser. Une partie plus ou moins importante du financement du cycle d'exploitation est assurée par le recours au crédit bancaire.

### Éléments déterminant le cycle d'exploitation
Le cycle d'exploitation est régi par trois éléments :
1. la date de paiement des matières premières et auxiliaires ;
2. la durée du processus de production et la période pendant laquelle le produit fini reste entreposé ;
3. le moment et le mode de paiement du client.

Durant son cycle d’exploitation, une entreprise a besoin de liquidités pour couvrir ses dépenses et les trous de trésorerie liés aux délais de paiement qu’elle accorde à ses clients.
Les solutions auxquelles recourent généralement les entreprises pour lisser ces insuffisances ponctuelles de capitaux à court terme, on peut citer le crédit d'exploitation.
En effet, il permet de financer l'actif circulant du bilan en procurant aux entreprises les liquidités nécessaires aux paiements à court terme en attendant qu'elles recouvrent des créances facturées.

## Financement de trésorerie
Les solutions pour un crédit d'exploitation correspondent à des solutions de financement d'une durée inférieure à douze mois. 
Les principales sont le découvert autorisé, la facilité de caisse, le crédit court terme de campagne.

## Formes principales
- prêt à court terme pour financer une opération donnée.
- crédit de campagne (variante de prêt ou d'ouverture de crédit concernant un besoin saisonnier)
- escompte commercial des traites tirées sur clients (parfois remplacés par un « crédit en blanc » finançant globalement le poste clients).
- ouverture de crédit valable sur une période donnée, et utilisée par le débit du compte courant, en alternance avec une position créditrice, par exemple lors des échéances de fin de mois.
- facilité de caisse même chose, mais limitée à quelques jours, parfois en dépassement de l'ouverture de crédit.
- garantie bancaire ex.: garantie export, caution fiscale...

## Mobilisation de créance
La mobilisation de créances permet à une entreprise d'échanger ses créances commerciales auprès d'une banque contre des liquidités moyennant une commission. On distingue deux grandes formules de mobilisation : l’escompte et l’affacturage.